# Академкнига (магазины)
Академкни́га — старейшая сеть магазинов научной литературы в СССР и России.

## История
В 1930 году при Академии наук СССР была создана специальная сеть для распространения литературы, а в 1938 году она получила название Контора по распространению изданий АН СССР — «Академкнига», подчинённая издательству «Наука».
Свою историю «Академкнига» ведёт от Книжной лавки, открытой при Академии в 1728 году, о чём писали «Санкт-Петербургские ведомости».
Магазины с вывеской «Академкнига» существовали во многих городах СССР. Они продавали книги в розницу и по подписке. Например, через эту сеть распространялись книжные серии «Литературные памятники», «Памятники исторической мысли», «Памятники философской мысли».

### Современное состояние
После распада СССР Президиум РАН своим распоряжением от 12 мая 1992 года реорганизовал издательский комплекс «Наука», Всесоюзная фирма «Академкнига» была переименована в Российскую торговую фирму «Академкнига». Но на магазины, находящиеся в других странах — бывших союзных республиках, это распоряжение уже не распространялось.
Затем некоторые магазины «Академкнига» перешли в частную собственность. Некоторые из них продолжают существовать под тем же названием и продавать книги до сих пор, или продолжали до недавнего времени. На 2023 год осталось четыре магазина.

### Список городов
В алфавитном порядке:
- Алма-Ата
- Баку
- Владивосток
- Иркутск
- Киев
- Кишинёв[5]
- Красноярск
- Куйбышев
- Ленинград
- Минск
- Москва (закрыт в 2021 г.[6])
- Новосибирск[7][8]
- Пущино
- Свердловск
- Томск
- Ташкент
- Уфа
- Харьков

### Выдающиеся сотрудники
- Братышенко Жанна Анатольевна, директор Санкт-Петербургского оптово-розничного отделения «Академкнига» академического научно-издательского, производственно-полиграфического и книгораспространительского центра «Издательство „Наука“» — заслуженный работник торговли Российской Федерации.[9]
- Галетина Вера Николаевна, старший товаровед торговой фирмы «Академкнига», город Москва — заслуженный работник торговли Российской Федерации.[10]